# Земский собор 1619 года
Земский собор 1619 года — земский собор, проходивший в Москве летом 1619 года (летняя сессия Земского собора, бывшего тогда практически постоянным органом управления), созван царём Михаилом Фёдоровичем по инициативе своего родителя патриарха Филарета Никитича, объявил выборы Земского собора для утверждения обширной программы «устроения земли», который, однако, не состоялся.

## Предыстория
В 1618 году произошло вторжение польского королевича Владислава IV в русские владения, вместе с гетманом П. К. Сагайдачным. В это же время состоялось заседание земского собора для обсуждения вопроса, какие меры принять для обороны Москвы и русских городов. Летом 1619 года с поляками было заключено Деулинское перемирие, состоялся обмен пленными и вернулся 14 июня 1619 года отец царя Михаила Фёдоровича — митрополит Филарет, захваченный поляками в 1611 году.

## Земский собор
Новоизбранный 22 июня 1619 года патриарх Филарет принимал деятельное участие в делах управления государством, при его содействии на земском соборе, который открылся после 24 июня 1619 года и закончился не позднее 03 июля 1619 года, обсуждались важные вопросы внутренней политики. Собор рассматривал вопросы земельной, фискальной политики, некоторых сторон правительственной деятельности и положения в стране. Впоследствии работали группы: остались сведения, что высшее духовенство приходило к царю и советовались с ним. По выражению П. П. Смирнова, была разработана «программа-проект» «исправления» и «устроении земли», которую и передали на рассмотрении земского собора.
Земские люди на заседаниях собора 1619 года открыто заявляли Государю, что они «разорились», поместья их «запустели», подати и повинности падают на население крайне неравномерно, многие посадские и уездные люди отдались под покровительство бояр и живут себе во льготе, податей наравне с другими не платят, повинностей не несут. От государственной бюрократии они терпят «насильства и обиды», так, что по всей земле русской распространилась «скорбь великая». После этих жалоб собор вынес решения:
1. Послать по всем городам «добрых писцов и дозорщиков», которые должны описать города и представить точный и верный отчёт о состоянии городов;
2. Всех освободившихся от тягла посадских и уездных людей вернуть в прежнее состояние, а убытки взыскать от бояр и со всех тех людей, которые их за собой держали;
3. Учредить особый приказ, под ведомством князя Черкасского и князя Мезецкого, с тем, чтобы у них можно было находить защиту от «сильных людей», «во всяких обидах»;
4. Произвести в известность количество прихода и расхода, размер денежных и хлебных сборов с каждого города, состояние городов и количество земли розданной в поместья и вотчины, а также размеры недоимки в положенных сборах.

Сделано это было с намерением изыскать меры к ликвидации разорения и запустения страны, что дало бы возможность повысить денежные поступления с населения в государственную казну.
На соборе было принято решение созвать в Москве новых выборных от духовенства, дворян, детей боярских и посадских людей, как бы со специальной целью, чтобы они, рассказали обиды, насильства и разорения и чем Московскому государству пополниться, ратных людей пожаловать и устроить государство, чтобы пришло в достоинство. Выявлено, что часть граждан платят налоги по писцовым книгам, а другие по дозорным, что приводило к неравномерному налоговому обложению. Правительство связало это с злоупотреблениями дозорщиков. Боярам, князьям И. Б. Черкасскому и Д. И. Мезецкому поручен «сыск про сильных людей во всяких обидах». Совещание правительства с гостями вели боярин И. Б. Черкасский, думный дьяк Иван Грамотин и дьяк Савва Романчуков. Было приглашено 12 гостей и один торговый человек. Опрашивали каждого по отдельности, призывая говорить правду и не бояться опалы.
В соборных решениях 1619 года сделана попытка найти формулу примирения отдельных сословий и сословных групп в интересах укрепления феодально-крепостнической системы и самодержавия.
Собор принимает решение 01 октября 1620 года вновь собраться в Москве выборным от уездов, духовенства, дворян и посадских людей по два человека, с повесткой по делам законодательного характера (об утайке поместий и.т.д.). «Отстрочная грамота», вызванная поездкой царя в Кострому и Унжу, откладывает Земский собор на 06 декабря 1620 года.

## Историки о Земском соборе
Историки и исследователи расходятся во мнении, один или нет Земский собор собирался беспрерывно в течение 1616—1621 годов. Во всяком случае, в 1618 году, в противовес предложению королевича Владислава IV, заявившего снова свои притязания на московский престол, обещавший хранить все права и обычаи, и даровать народу новые права «по приговору с боярами и со всей землёй», царь Михаил Фёдорович собирает Земский совет, о чём уведомляет царской грамотой.
В. Н. Латкин считал, что реформы 1619 года были введены с помощью того же собора, по инициативе которого Филарет Никитич сделался патриархом всея Русии.
П. П. Смирнов отмечает различия между правительственным проектом и соборным приговором.